# Blaženi Paul Burali d'Arezzo
Blaženi Paul Burali d'Arezzo, C.R., italijanski rimskokatoliški duhovnik, škof in kardinal, * 1511, Itri, † 17. junij 1578.

## Življenjepis
Leta 1558 je prejel duhovniško posvečenje.
Julija 1568 je bil imenovan za škofa Piacenze; škofovsko posvečenje je prejel 29. septembra istega leta.
17. maja 1570 je bil povzdignjen v kardinala.
Leta 1576 je bil imenovan za nadškofa Neaplja.
18. junija 1772 je bil beatificiran.